# Усанов, Валентин Александрович
Валентин Александрович Усанов (1 августа 1923 — 28 июля 1978) — командир дивизиона 969-го артиллерийского полка 60-й стрелковой дивизии 47-й армии 1-го Белорусского фронта. Генерал-майор артиллерии. Герой Советского Союза.

## Биография
Родился 1 августа 1923 года в городе Ярославле в семье служащего. Русский. Член ВКП(б)/КПСС с 1943 года. Окончил 10 классов.
В Красной Армии с 1941 года, в этом же году окончил Ленинградское артиллерийское училище. В действующей армии с февраля 1942 года.
Командир дивизиона 969-го артиллерийского полка майор Усанов В. А. вместе со штурмовым батальоном форсировал реку Висла в районе польского города Новы-Двур-Мазовецки, 16 января 1945 года он умело организовал огонь батарей и, отражая контратаки врага, способствовал форсированию реки советскими частями.
Указом Президиума Верховного Совета СССР от 24 марта 1945 года за умелое командование артдивизионом, образцовое выполнение боевых заданий командования и проявленные при этом геройство и мужество майору Усанову Валентину Александровичу присвоено звание Героя Советского Союза с вручением ордена Ленина и медали «Золотая Звезда».
В 1951 году окончил Военную артиллерийскую академию, в 1961 году — Высшие академические курсы при Военной академии Генерального штаба. С 1972 года генерал-майор артиллерии Усанов В. А. — в запасе. Жил в городе-герое Ленинграде. Работал на заводе «Арсенал» помощником начальника конструкторского бюро. Скончался 28 июля 1978 года. Похоронен а Санкт-Петербурге на Серафимовском кладбище (2-й вязовый участок).
Награждён орденом Ленина, двумя орденами Красного Знамени, двумя орденами Красной Звезды, медалями.

## Память

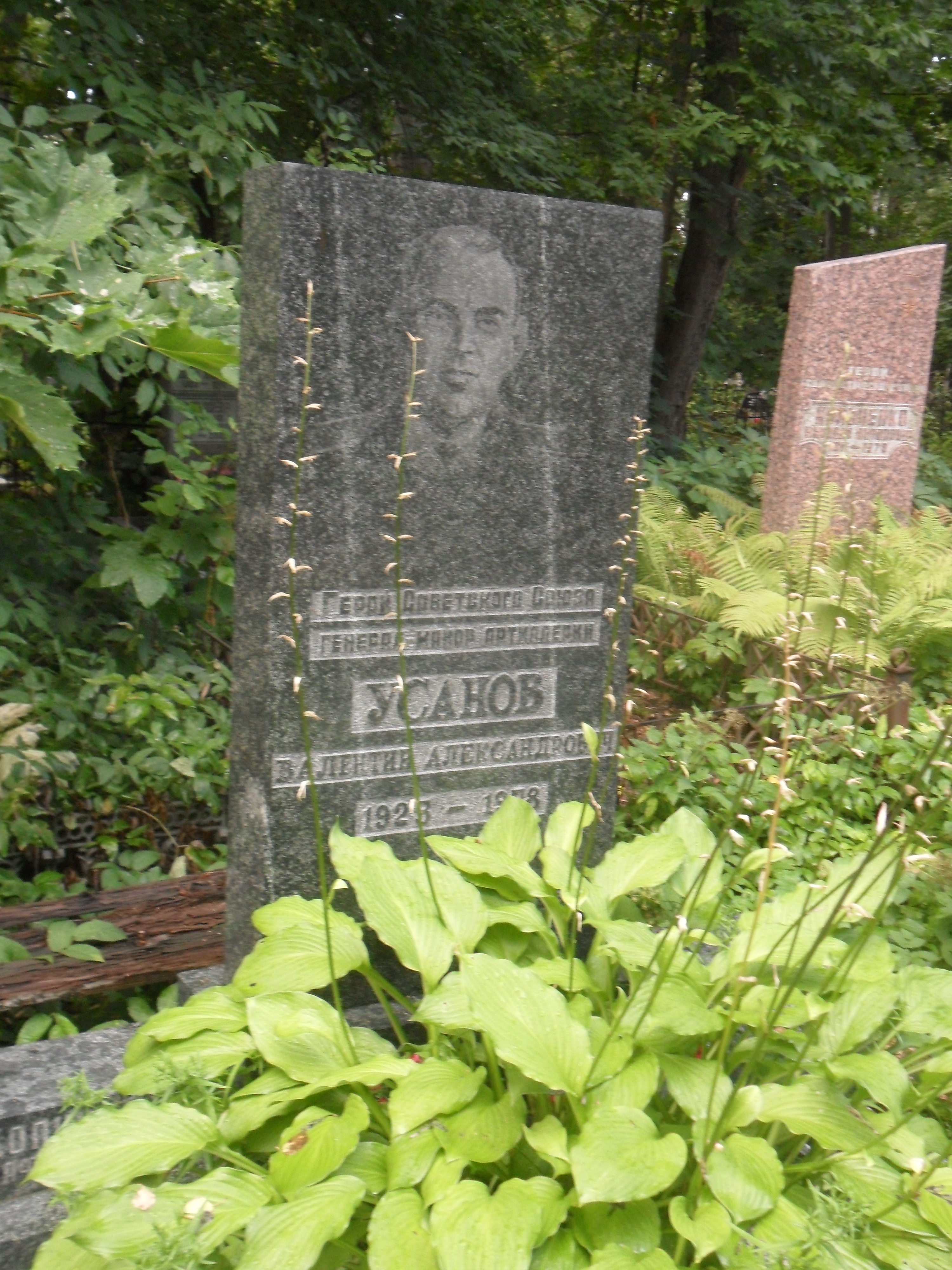
Могила Усанова на Серафимовском кладбище Санкт-Петербурга

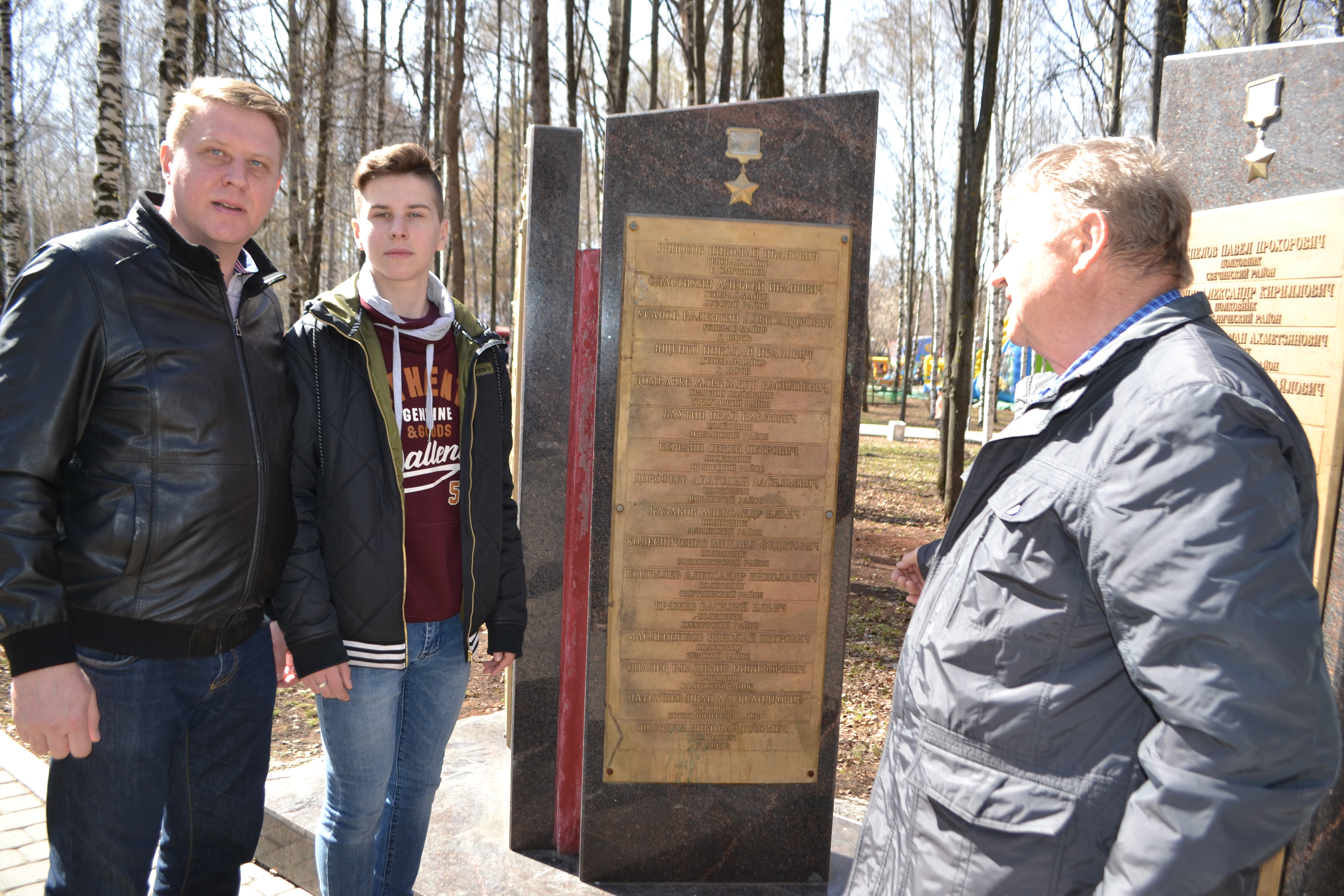
Имя Героя выбито на гранитной стеле на Аллее Славы в парке Победы города Киров

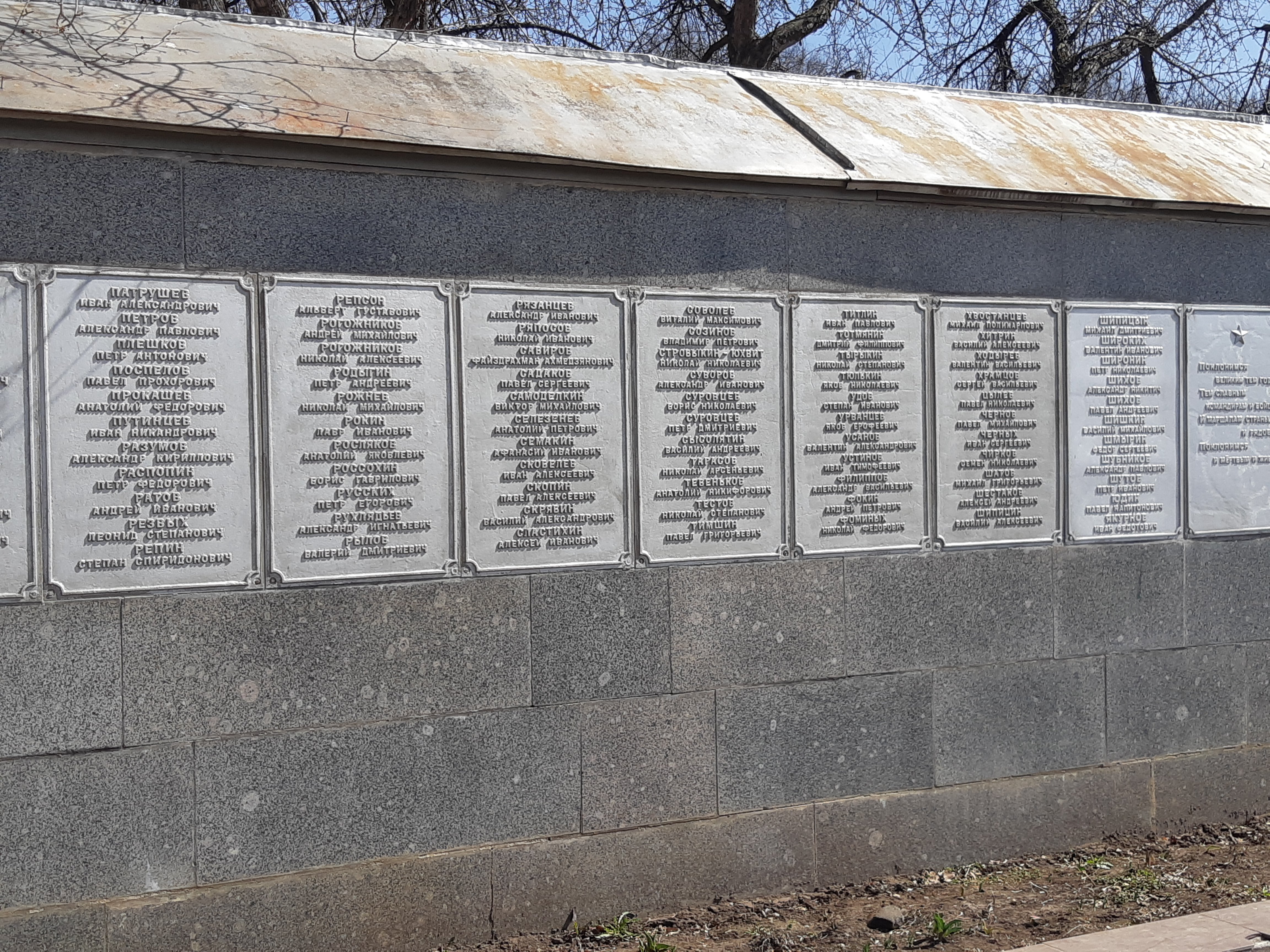
Имя Героя на мемориальной доске в парке г. Кирова

- Имя Героя выбито на гранитной стеле на Аллее Славы в парке Победы города Киров
- Имя Героя высечено золотыми буквами в зале Славы Центрального музея Великой Отечественной войны в Парке Победы г. Москвы.
- Имя Героя Советского Союза увековечено на мемориальной доске, установленной в парке Дворца Пионеров в городе Кирове.
- На могиле Усанова на Серафимовском кладбище Санкт-Петербурга установлен надгробный памятник.